# Super Robot Monkey Team Hyperforce Go!
Super Robot Monkey Team Hyper Force Go! (română Super echipa maimuțelor robot) este un serial de animație creat de Chiro Nieli, prin compania Jetix, subordonată a Disney. În România, serialul a avut premiera pe 5 decembrie 2005, pe Jetix.

## Despre serial
Un tânăr pe nume Chiro, de pe planeta Shugazoom, a descoperit la periferia orașului un super-robot gigantic, iar înăuntru o echipă de 5 maimuțe cu componente robotice de luptă. El le-a trezit la viață, drept pentru care a fost ales liderul echipei, care echipă, folosindu-se de super-robot, încearcă să păstreze ordinea în orașul Shugazoom. Un alt scop al grupării este anihilarea maleficul Rege Skeleton.

## Sezoane
- Episoadele au continuitate.

| Sezon | Sezon     | Anul producției | Numărul de episoade |
| ----- | --------- | --------------- | ------------------- |
|       | Sezonul 1 | 2004-2005       | 14                  |
|       | Sezonul 2 | 2005            | 12                  |
|       | Sezonul 3 | 2005-2006       | 12                  |
|       | Sezonul 4 | 2006            | 13                  |

Deși serialul are continuitate, iar acțiunea ultimului episod încă nu s-a terminat, Disney nu plănuiește un al cincilea sezon.

## Personaje

### Pozitive
- Chiro, personajul principal al serialului. Acesta are în jur de 14 ani și ca lider al echipei maimuțelor și apărător al binelui, află că are multe de învățat de la prietenii săi.
- Antauri, maimuța înțeleaptă. Acesta încearcă să-și folosească pe cât de mult posibil puterea minții și a spiritului decât pe cea fizică. După ce acesta s-a sacrificat pentru a salva lumea, a fost reconstruit cu ajutorul lui Chiro, acesta a reînăscut într-o maimuța de argint, fără ai fi salvate parțile organice. Este membrul la care oricine poate veni pentru sfaturi, sau pentru a învăța ceva nou.

Ca armă încorporată are ghiare, și poate intra prin obiecte, de asemenea atacă și cu forțele mintale.
- Otto, maimuța verde. Acesta este de obicei cel mai distrat membru al echipei, și este membrul tehnic al echipei, fiind și un mechanic forte bun.

Ca armă încorporată are flexuri.
- Ghipson, maimuța albastră. El este cel mai deștept dintre toți, fiind pasionat de chimie.

Ca armă încorporată are săpatoare, cu lasere.
- Sparks sau SPRX-77, este maimuța roșie. El este îndrăgostit de Nova, și nu pierde nici o ocazie de-ai arăta asta. De asemenea nu se întelege deloc cu Ghipson, acesta dorindu-și să fie conducătorul auxiliar.

Ca armă încorporată are magneți ultra puternici, cu diferite raze electrice.
- Nova, maimuța galbena. Nova este singura fată din echipă, este foarte isteață. De asemenea este vulnerabilă la frig.

Ca armă încorporată are pumni din fier.

### Negative
- Regele Skeleton, a fost cel mai mare alchimist de pe Sugazoom, însă din cauza unei probleme la experiment, un demon malefic i-a infectat sufletul, acesta devening "Regele Scheletelor". El are puterea de a crea monștrii. Dupa ce a fost ucis, o vrăjitoare malefică l-a reînviat.
- Mandarin, a șasea maimuță. A fost creat pentr a fi liderul echipei, însă din cauza înclinațiilor malefice a fost închis pentru mulți ani. După ce acesta a evadat, a devenit unul dintre cei mai mari inamici a echipei maimuțelor, și s-a aliat cu regele Skeleton.
- Valina, vrăjitoarea malefică. Ea l-a reînviat pe regele Skeleton și îi este datoare pentru puterile pe care le-a primit de la el.